# 大圍單車公園

1990年代的大圍單車公園，曾吸引不少情侶以至一家大細前來租車遊玩

大圍單車公園（英語：Tai Wai Bicycle Park），位於香港沙田大圍大圍站旁，於1984年5月1日啟用，由沙田體育會運作。因為以前東鐵綫（前稱九廣東鐵）沿綫有完善單車徑，所以於1990年代成為大量市民提供租借單車的熱門地點。而附近的海福花園商場亦開設多間單車店，隨著大圍單車公園的關閉而減少。

## 大圍單車公園的收費
免費入場。

## 大圍單車公園的變遷
由於2000年時政府要收地興建馬鞍山鐵路（現為屯馬綫），故大圍單車公園之用地於2001年1月23日被收回，租戶需搬遷至馬鞍山大水坑單車公園，而連接積運街與單車公園的行人隧道亦因而封閉（目前為大圍車廠電纜及雨水渠管道隧道）。現址是港鐵大圍車廠及大型私人屋苑名城。